# Guyruita waikoshiemi
Guyruita waikoshiemi là một loài nhện trong họ Theraphosidae.
Loài này thuộc chi Guyruita. Guyruita waikoshiemi được miêu tả năm 2006 bởi Bertani & Araújo.